# Droué
Droué je naselje in občina v osrednjem francoskem departmaju Loir-et-Cher regije Center. Leta 2009 je naselje imelo 1.073 prebivalcev.

## Geografija
Kraj leži v pokrajini Perche ob reki Egvonne, 60 km severozahodno od Bloisa.

## Uprava
Droué je sedež istoimenskega kantona, v katerega so poleg njegove vključene še občine Bouffry, Boursay, La Chapelle-Vicomtesse, Chauvigny-du-Perche, Fontaine-Raoul, La Fontenelle, Le Gault-Perche, Le Poislay, Romilly, Ruan-sur-Egvonne in Villebout s 3.152 prebivalci (v letu 2010).
Kanton Droué je sestavni del okrožja Vendôme.

## Zanimivosti
- cerkev sv. Nikolaja, Bourguérin, iz konca 15. in začetka 16. stoletja,
- notredamska cerkev, Boisseleau,
- graščina Château de Droué iz 17. stoletja.

## Pobratena mesta
- Gondelsheim (Baden-Württemberg, Nemčija)
- Rothwell, Northamptonshire (Anglija, Združeno kraljestvo).